# Tjuchtetskij rajon
Il Tjuchtetskij rajon (anche traslitterato come Tjuhtetskij) è un rajon (distretto) del kraj di Krasnojarsk, nella Russia siberiana centrale; il capoluogo è il villaggio (selo) di Tjuchtet.